# Eliseo Mercado
Eliseo R. Mercado (* 29. Mai 1948 in Bulacan) bzw. Pater Mercado / Father Mercado ist ein philippinischer Ordenspriester, katholischer Missionar und Universitätsdozent der Oblaten der Unbefleckten Jungfrau Maria und Islamexperte, der sich dem christlich-islamischen Dialog auf den Philippinen widmet (siehe Hauptartikel Bürgerkrieg in Mindanao). Er leitet die ‚Peace Ministry and Advocacy’ der Oblaten (O.M.I.). Er absolvierte ein Studium in Islamwissenschaften und Arabistik an der Päpstlichen Universität Gregoriana und am Dominikanischen Institut für Orientalische Studien (IDEO) in Kairo.
Von 1992 bis 2002 war er Präsident der Notre-Dame-Universität der Oblaten in Cotabato City, Maguindanao, Philippinen.
Er startete und moderiert die Online-Diskussionsgruppe Kusogmindanaw.